# 屏東台電男子排球隊
屏東台電男子排球隊為企業排球聯賽男子組隊伍之一。台電男排成立已70年，於2004年加入企業聯賽。

## 隊史
於1951年，台電男排成立。台灣電力公司在屏東和臺中各設有一個男排訓練站，將男排球員分別安排在屏東區處和臺中區處，分別為「屏電」與「中電」。1993年11月1日，台灣電力公司解散在臺中的男排訓練站，將「中電」與「屏電」的球員集中於高雄集訓。2004年，隨著企業排球聯賽成立，而成為創始球隊，至今已奪下13次例行賽冠軍和10次挑戰賽冠軍。2021年8月11日，台電男排和屏東縣政府舉行冠名合作記者會，從企業十七年起以「屏東台電男子排球隊」參賽。2024年參與企業20年甲級男女排球聯賽。

## 現役名單
企業20年名單：
- 領隊：饒祐禎
- 副領隊：翁瑞廷
- 執行教練：張善源
- 教練：李鎮鰻、葉志堅
- 管理：鍾淑慧
- 球員：

## 戰績
例行賽
- 冠軍14次：企業元年、企業2年、企業5年、企業6年、企業7年、企業8年、企業10年、企業11年、企業12年、企業13年、企業14年、企業15年、企業16年、企業17年
- 亞軍6次：企業3年、企業4年、企業9年、企業18年、企業19年、企業20年

挑戰賽
- 冠軍12次：企業2年、企業4年、企業5年、企業6年、企業10年、企業11年、企業12年、企業13年、企業14年、企業15年、企業16年、企業17年[5]
- 亞軍7次：企業3年、企業7年、企業8年、企業9年[5]、企業11年、企業18年、企業19年[6]

## 外部連結
- 屏東台電男子排球隊的Facebook專頁